# Брентфорд Коммьюнити
«Брентфорд Коммьюнити» (англ. Brentford Community Stadium) — футбольный и регбийный стадион в Брентфорде (боро Хаунслоу, Большой Лондон, Англия). Является домашним стадионом английского футбольного клуба «Брентфорд» и регбийного клуба «Лондон Айриш» и вмещает более 17 тысяч зрителей.
В сезоне 2021/22 стадион впервые принял матчи Премьер-лиги.

## История
В октябре 2002 года футбольный клуб «Брентфорд», выступавший на стадионе «Гриффин Парк», анонсировал планы по строительству нового стадиона, который должен быть расположен неподалёку от моста Кью. К концу 2007 года клуб объявил о получении права на выкуп площадки на Лайонел Роуд площадью 7,6 акров (31 тыс. м²) неподалёку от стадиона «Гриффин Парк».
В июне 2012 года клуб выкупил площадку для будущего стадиона у компании Barratt Homes. В декабре 2013 года клуб получил разрешение на строительство со стороны совета боро Хаунслоу и мэра Лондона и Правительства Великобритании.
В августе 2016 года регбийный клуб «Лондон Айриш» объявил о намерении выступать на новом стадионе в Брентфорде вместо стадиона «Мадейски» в Рединге. Позднее было получено одобрение на проведение как футбольных, так и регбийных матчей на новом стадионе
В марте 2017 года начались подготовительные работы по расчистке строительной площадки для нового стадионе. Сами строительные работы начались весной 2018 года.
30 августа 2020 года футбольный клуб «Брентфорд» подтвердил, что стадион введён в эксплуатацию и готов принимать футбольные матчи.
Первый матч на стадионе прошёл 1 сентября 2020 года: в нём «Брентфорд» сыграл вничью с «Оксфорд Юнайтед» в товарищеском матче. Оба гола «Брентфорда» забил Серхи Каньос, после чего «Оксфорд Юнайтед» сумел отыграться, также дважды забив в концовке игры. Первый официальный матч на стадионе состоялся 6 сентября 2020 года: это была игра первого раунда Кубка Английской футбольной лиги против «Уиком Уондерерс». Матч завершился вничью со счётом 1:1, в серии послематчевых пенальти победу со счётом 4:2 одержал «Брентфорд».
29 ноября 2020 года на стадионе прошёл первый регбийный матч, в котором «Лондон Айриш» обыграл «Лестер Тайгерс» со счётом 22:9.
13 августа 2021 года стадион принял свой первый матч Премьер-лиги, в котором «пчёлы» обыграли лондонский «Арсенал».